# Caryedes x-liturus
Caryedes x-liturus là một loài bọ cánh cứng trong họ Bruchidae. Loài này được Pic miêu tả khoa học năm 1931.